# 4-aminobenzoëzuur
4-Aminobenzoëzuur, ook wel p-aminobenzoëzuur, pABA of PABA genoemd, is een organische verbinding met brutoformule {\displaystyle {\ce {C7H7NO2}}}, of met meer nadruk op de structuur: {\displaystyle {\ce {H2N(C6H4)COOH}}}. In zuivere vorm is de stof een wit kristallijn poeder dat in handelshoeveelheden vaak grijswit of zelfs helder geel kan zijn. PABA is zeer matig oplosbaar in water en is een veelvoorkomende, biologisch belangrijke stof.

## Synthese en voorkomen
Industrieel wordt PABA voornamelijk via twee routes gesynthetiseerd:
- Reductie van 4-nitrobenzoëzuur
- Hofmann-omlegging van tereftaalmonoamide[3]

Voedselbronnen voor PABA omvatten lever, biergist (en ongefilterd bier), niertjes, melasse, paddestoelen, volkoren graan, spinazie en haver.

## Biochemie
PABA vormt een tussenstap in de synthese van folaat bij bacteriën, planten en schimmels. Veel bacteria, waaronder die voorkomen in het menselijk spijsverteringskanaal (met E. coli als bekendste voorbeeld) synthetiseren PABA uit chorismaat in twee opeenvolgende enzymatische reacties onder invloed van 4-amino-4-deoxychorismaat-synthase en 4-amino-4-deoxychorismate lyase. In planten wordt PABA in chloroplasten gesynthetiseerd en opgeslagen als een glucose-ester (PABA-glc). Mensen beschikken niet over de enzymen om PABA om te zetten naar foliumzuur, dus mensen dienen het uit hun voedsel, vooral groene bladgroenten, te betrekken. Hoewel PABA historisch als  vitamine Bx is beschreven, wordt het tegenwoordig niet meer tot de vitamines gerekend, omdat de standaard darmflora voldoende PABA genereert, dat vervolgens voor de gastheer beschikbaar komt.
Sulfonamides zijn structureel vergelijkbaar met PABA (in plaats van de {\displaystyle {\ce {-COOH}}}-groep in PABA een {\displaystyle {\ce {-SO3H}}}-groep in de sulfonamides) en werken als antibioticum door het blokkeren van het enzym dihydropteroate synthetase. De bacteriële groei wordt geremd door een gebrek aan tetrahydrofoliumzuur. Het is echter geen bactericide.

### Medische toepassingen
Het kaliumzout van PABA wordt gebruikt als medicijn bij onbedoelde bindweefselgroei, zoals bij de ziekte van Peyronie. In de vorm van pillen wordt PABA toegepast ter bestrijding van de bij het prikkelbare darmsyndroom horende maag-darmproblemen. In epidemologische studies wordt het toegepast in de controle op een 24-uurs urine-verzameling voor de bepaling van natrium, kalium of stikstofspiegels. Derivaten van PABA zijn ook voorgesteld als remmers van acetylcholinesterase in de behandeling van ziektes waarin een te laag gehalte aan choline-esters een rol speelt (bijvoorbeeld de ziekte van Alzheimer). PABA wordt daarnaast in de biomedische sector ruim toegepast.
In een lijst van ruim 12000 medicijnen wordt het in 1,5% van de gevallen als een structurele component van de werkzame stof genoemd.

### Voedingssuplement
Hoewel geen enkel bewijs is voor deficiëntie van PABA bij mensen, met uitzondering van diegenen die de PABA aanmakende bacteriën in hun darmflora missen, zijn er veel claims van commerciële PABA-aanbieders met betrekking tot het heilzame effect van de stof. Zo zouden vermoeidheid, snel geïrriteerd zijn, depressie, eczeem, sclerodermie, vitiligo en vroeg grijs worden er mee bestreden kunnen worden.

## Commerciële en industriële toepassingen
- In de verfindustrie vormt het een deel van azopigmenten en in kunststoffen wordt het gebruikt als crosslinker.
- PABA is toegepast als biologisch afbreekbaar pesticide. PABA blijkt fotochemisch met O2 te reageren via waterstof onttrekking en CO2-eliminatie.[19] De opkomst van nieuwere biologisch afbreekbare pesticiden hebben het vandaag minder belangrijk gemaakt.
- In het verleden is PABA toegepast als UV-filter in zonnebrandcrèmes. De chemische structuur van de stof, met de aminoen de carbonzuurgroep para tne opzichte van elkaar, heeft tot gevolg dat het energieverschil tussen HOMO en LUMO relatief klein is. De aanslagenergie van een elektronis daardaar ook relatief klein met als gevolg dat PABA UV-B-straling (straling met een golflengte tussen 290 en 320 nm) goed tegengehoudt,[20] terwijl de minder schadelijke UV-A wordt doorgelaten, waardoor wel een natuurlijke bruinkleuring optreedt.[21] PABA was een van de eerste (1943) gepatenteerde UV-filters, toegepast in zonnebrandcrèmes.[22] De eerste in vivo-studie (1975) liet zien dat PABA in muizen de schade ten gevolge van UV-blootstelling hielp verminderen. Algemener werd bij knaagdieren een vermindering van huidtumoren gevonden tengevolge van UV-belasting.[23] In de jaren 1980 gaven echter zowel dier- als in vitro-studies aan dat PABA het risico op beschadigingen op cellulair niveau kon vergroten.[24] OP basis van deze studies, in combinatie met allergie-reacties en verkleuring van kleding, verloor PABA zijn fuctie als UV-filter in zonnebrandproducten. In 2008 werd het in de Europese Unie een niet toegestane component in dergelijke producten, in 2019 volgde de Amerikaanse FDA met restricties ten aanzien van het gebruik van PABA.[25] Ondanks de beperkingen of het verbod op het gebruik van PABA worden water-onoplosbare derivaten (met name padimate O) nog steeds (2025) toegepast in een aantal cosmetische producten als mascara's, concealers en matte lippenstift.[26]

Vanaf 2008 verschuift de aandacht naar zonnebrand-toepassingen met een breed sprectrum UV-filter, met meerdere actieve componenten. PABA komt daarin opnieuw voor als PABA–TiO2 Hybride Nanostructuren.

## Veiligheidsaspecten
PABA is grotendeels niet toxisch; de orale LD50-waarde voor honden bedraagt 2 g/kg. Allergische reacties, met name allerisch contacteczeem en fytofotodermatitis op PABA komen voor. PABA ontstaat tijdens het metaboliseren van sommige lokale verdovingsmiddelen en allergische reactie op dergelijke verdovingen zijn vaak terug te voeren op die op PABA.